# 青騎士

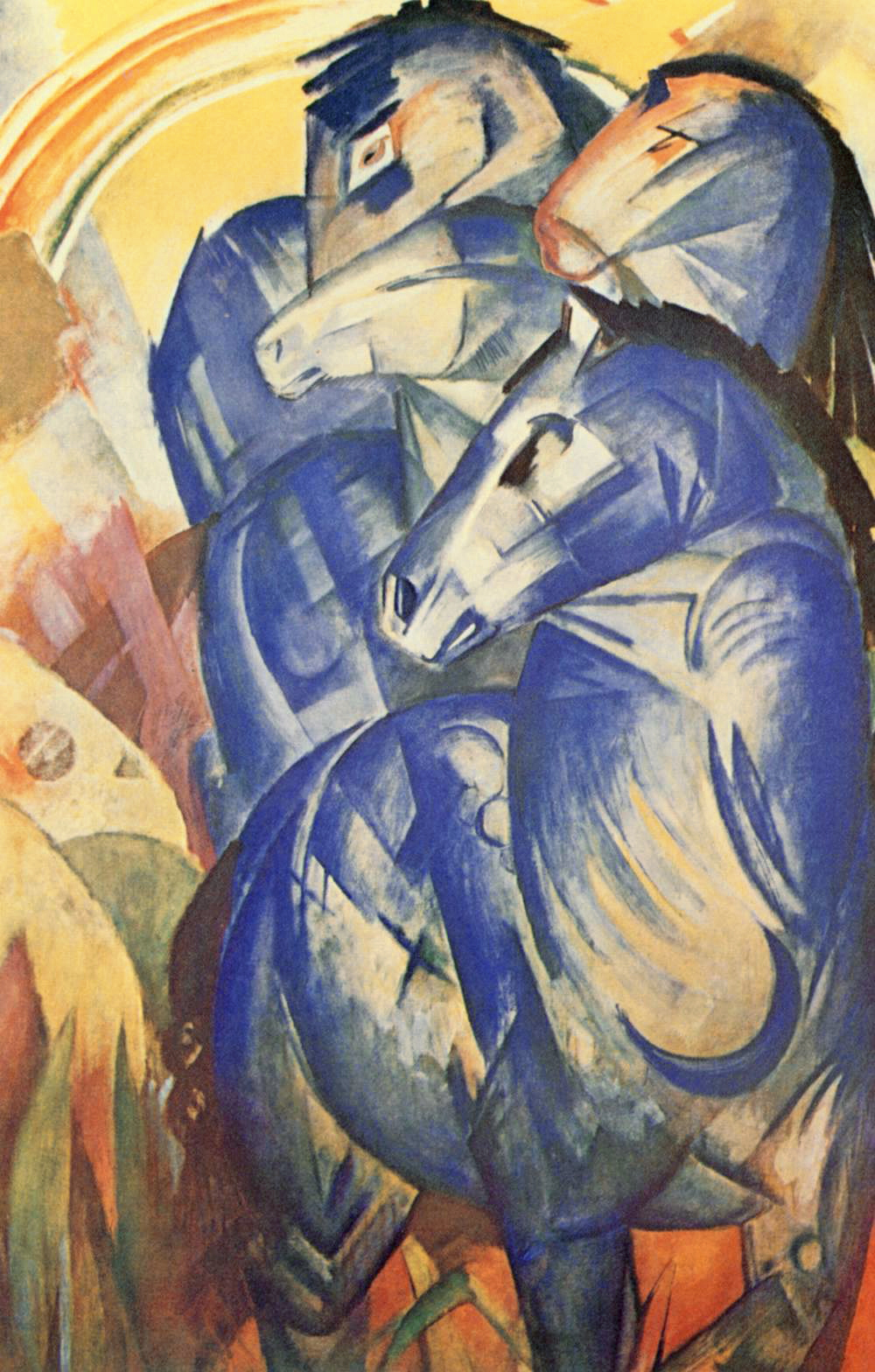
フランツ・マルク「青い馬の塔」1913年、行方不明

青騎士（あおきし、ブラウエ・ライター、ドイツ語: der Blaue Reiter）は、1912年にヴァシリー・カンディンスキーとフランツ・マルクが創刊した綜合的な芸術年刊誌の名前であり、またミュンヘンにおいて1911年12月に集まった主として表現主義画家たちによる、ゆるやかな結束の芸術家サークルである。日本語では「青騎手」とも訳される。

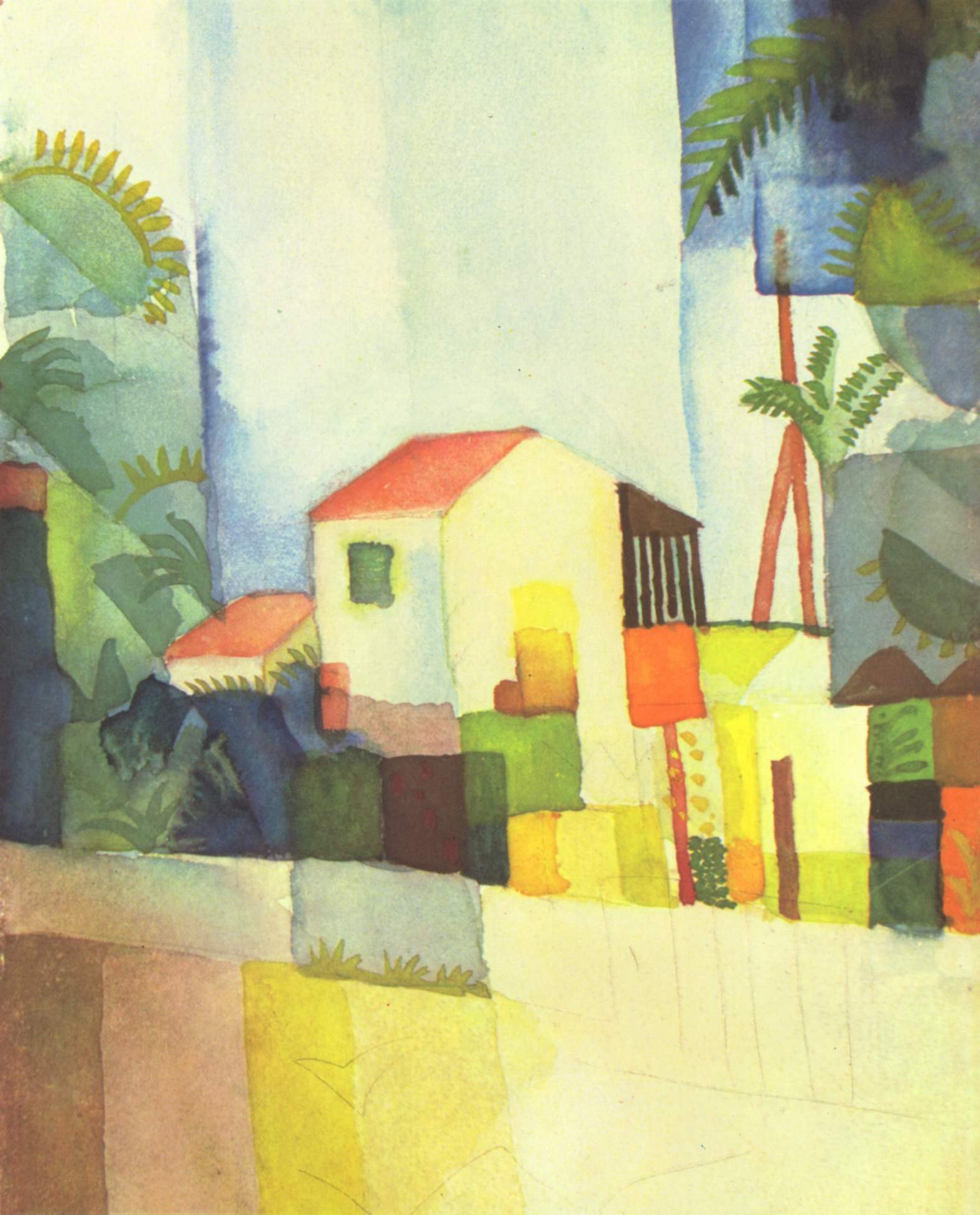
アウグスト・マッケ「明るい家」1914年

「青騎士」というはっきりした芸術家集団があったわけではなく、その実態は芸術年刊誌『青騎士』編集部と、彼らによる企画展であった。しかし、首班であったカンディンスキーの芸術理論に共感し、お互いに近い理念と興味関心を有していた点で青騎士は一つの芸術運動ともみなされる。活動期間としては、カンディンスキーとフランツ・マルクが年刊誌の創刊を構想し始めた1911年から第一次世界大戦によってメンバーが散り散りになってしまった1914年までの約3年間であり、非常に短命であったが、その後世に与えた影響は大きく、青騎士と周辺の芸術家は20世紀における現代芸術の重要な先駆けとなった。

## 歴史

### 前史
19世紀以前には、多様な主義主張がありながらも対象を客観的に描くという点では共通していた西洋絵画も、19世紀末になると、それまでの伝統を乗り越えようとする試みが現れた。ドイツ語圏では、当時のアカデミズムに支配されたサロンに反抗し分離派と呼ばれる芸術家グループもいくつか誕生した。これら分離派は同時代のヨーロッパ各地の芸術運動から影響を受けていた。

#### 表現主義
1905年、パリのサロン・ドートンヌに颯爽とフォーヴィスムが登場した。後期印象主義に影響を受けたマティスらは、対象をキャンバスの上に再現するのではなく、大胆な色彩によって鑑賞者の感覚に直接訴える絵を描こうとした。
同じころドイツでも、激しい色彩を用いて絵画の方向性を探る運動が始まっていた。これは表現主義とよばれ、フォーヴィスムや象徴主義の影響を受けて分離派よりもさらに前衛色を増し、ドレスデンのブリュッケや、本項で扱うミュンヘンの青騎士といったグループを中心に展開した。

#### ミュンヘン新芸術家協会

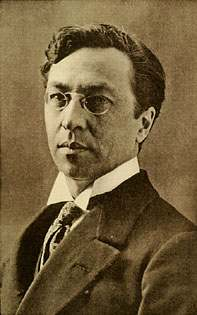
ヴァシリー・カンディンスキー

青騎士主宰者の一人であるカンディンスキーは1909年1月、ヤウレンスキー、ミュンター、ヴェレフキンらとともに「ミュンヘン新芸術家協会」を結成し、会長に就いた。青騎士のもう一人の首班フランツ・マルクは、1910年9月に行われたその第二回展を見て感激し、直ちにヤウレンスキーとカンディンスキーのアトリエを訪ね、この協会に加わっている。この第二回展は、ミュンヘン在住の画家たちの作品のほかに、遠くパリからもピカソ、ブラック、ルオーら当時の前衛画家たちの絵が寄せられ、近代絵画国際展の観があったが、この展覧会に対する新聞や雑誌、大衆の評判は惨憺たるものであった。マルクは展覧会を批判した保守的な新聞や一般大衆との論争を開始し、1910年から『青葉』(独:die Blaue Blätter)という雑誌の刊行を企画しはじめた。そこには、文化革新の幅広い基盤の上に立って行う芸術闘争という、青騎士の理念の先駆をなす考えが表れている。『青葉』は『青騎士』誌構想に発展的に吸収された。
1911年、ミュンヘン新芸術家協会の第三回展において、カンディンスキーの作品「コンポジションV」は、既定のサイズを超えているという口実によって出展を拒否された。すでに以前からカンディンスキーは、一部の協会メンバーと対立していたのである。これを機にカンディンスキーは、彼に同調したマルク、クービン、ミュンターとともに協会を去り、1912年にはヤウレンスキーとヴェレフキンも後を追った。

### 青騎士の成立

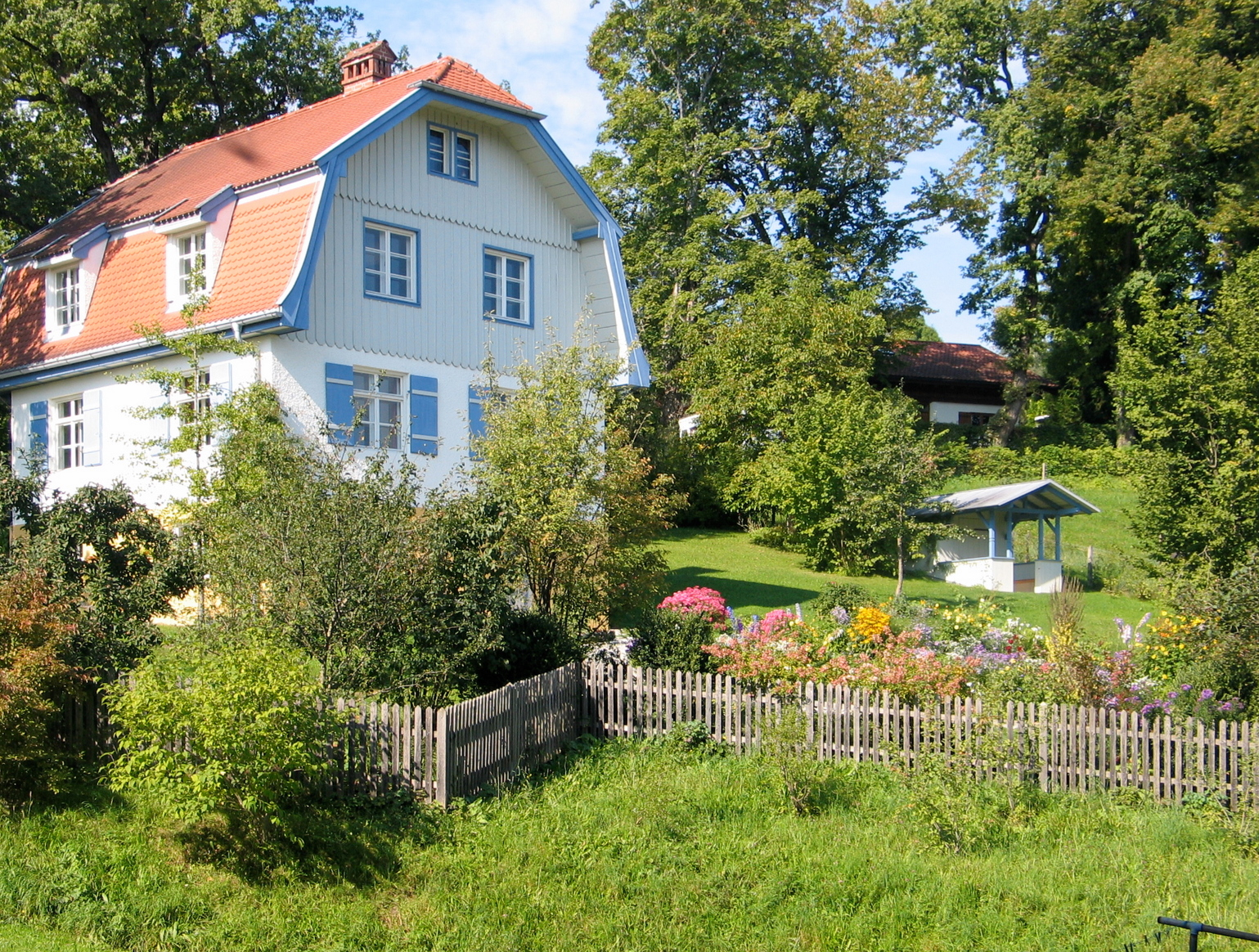
ミュンターの家(ムルナウ)

カンディンスキーとミュンターは1909年から一緒にムルナウに住み、近くのジンデルスドルフにはマルクとハインリヒ・カンペンドンクが居を構えた。
ミュンヘン新芸術家協会との諍いの後、カンディンスキーが協会を去った1911年から、カンディンスキーとマルクは協働して新たな芸術運動に精力的に取り組んだ。秋にはムルナウで年刊誌刊行のための編集上の相談と、その決定的な部分の準備作業とが行われ、同年冬には作品を選定して展覧会を開いた。
ムルナウのミュンターの家は土地の人々に「ロシア人の家」と呼ばれ、またたく間に青騎士の芸術家たちのたまり場となった。1912年にはカンディンスキーとマルクの編集によって年刊誌『青騎士』第一巻が刊行された。
カンディンスキーとマルクの他に青騎士に加わったのは、マッケ、ミュンター、ヴェレフキン、ヤウレンスキー、クビンだった。パウル・クレーは公認のメンバーではなかったが、青騎士に非常に親近感を持ち、作品を出品している。アルノルト・シェーンベルクのような作曲家――彼はまた画家でもあったが――も青騎士に参加した。青騎士を構成した芸術家たちは、中世や原始の芸術、そして同時代のフォーヴィスムやキュビスムといった芸術運動にともに関心を持っている点で結びついていた。

## 青騎士の芸術運動

### 名前の由来
カンディンスキーは彼の『回顧録』の中で青騎士の名前の由来について次のように述べている。
ところでカンディンスキーは1903年に同じ「青騎士」というタイトルの油彩を描いている。生涯画風を変化させ続けたカンディンスキーであったが、1903年の油彩「青騎士」にみられる印象派風の画風を脱してなお、ミュンヘン新芸術家協会を振り棄てて起こそうとした芸術の新風を体現する表題として「青騎士」が選ばれている。「青騎士」の名、モティーフにはカンディンスキーの理念が在り続けたといえる。
また「青」という色についてもカンディンスキーは別のところで言及している。
ここにははっきりとカンディンスキーのロマン主義的傾向が表れている。

### 理念
端的にいえば青騎士が目指したのは、それまで当然のこととされてきた「形象（フォルム）」へのこだわりを捨てて、すべての芸術に共通する根底を明らかにすることであった。フォルムの呪縛を乗り越えることには同時に、物質主義文明を克服する確固たる意志をも重ね合わされた。
マルクとカンディンスキーは、青騎士によって共同体が感覚として「硬い規定」を作り出したり特定の方向性を喧伝したりする新たな「芸術家の協会」を目指したのではなく、むしろ芸術表現の多様性を編集上の文脈の中で束ねることを考えた。この考えのもと2回の展覧会と年刊誌『青騎士』は企画された。
アウグスト・マッケとフランツ・マルクは、人間はみな芸術を通してともに結びつけられる内的および外的現実体験を持っているという見解を支持した。この考え方はカンディンスキーがその著書『芸術における精神的なもの』（1911年）によって理論的基礎を固めたものである。カンディンスキーはそれを、芸術の「内的必然性」とよび、芸術作品は内側から鑑賞者に語りかけ、見る者はその声を聴くのだと訴えた。

### 芸術的特徴
青騎士はそもそも主義やイズムといった様式の確立を志向する集団ではなかった。従って属する芸術家どうしの間には、表現主義的であること以上の際立った共通点はない。彼らを結び付けていた要素は同時代のヨーロッパにおける芸術運動や中世の美術、プリミティフな美術・工芸への関心であり、また芸術家の内面を宇宙や世界、歴史といった客体と共振しようとするロマン主義であった。カンディンスキーが青騎士の時代を境に抽象的画風へと変化していったように、このロマン主義はしばしば反具象的傾向となってあらわれた。

### 「青騎士」展

#### 第一回展

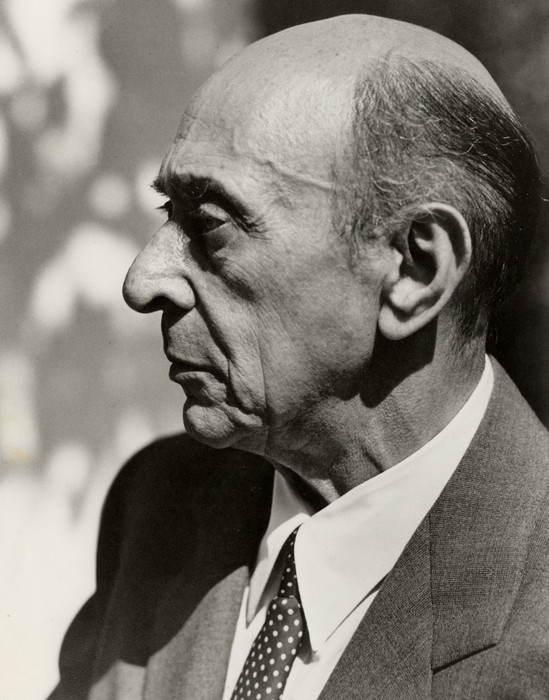
1948年のシェーンベルク

ミュンヘン国立美術館長フーゴ・フォン・チューディの援助のもと、第一回の《青騎士》展は1911年12月18日から1912年1月1日までのクリスマス祭の期間、ミュンヘンのハインリヒ・タンハオザー現代画廊において開催された。このとき同じ画廊の隣室では、会期を同じくしてミュンヘン新芸術家協会の第三回展が開催されていた。青騎士第一回展に作品を展示されたのは、
- ハンス・アルプ
- アルベルト・ブロッホ
- ハインリヒ・カンペンドンク
- ロベール・ドローネー（オルフィスム的キュビスムの抽象画家）
- ヴァシリー・カンディンスキー
- パウル・クレー
- アウグスト・マッケ
- アンリ・マティス
- ガブリエレ・ミュンター
- エミール・ノルデ
- パブロ・ピカソ
- アンリ・ルソー（フランス素朴派の画家）

らであり、計49点が展示された。また、同時代の現代音楽家も展覧会に加えられた。すなわち、
- アルバン・ベルク
- アルノルト・シェーンベルク
- アントン・フォン・ヴェーベルン

である。この展覧会は、ある特定の芸術家集団の作品発表の場ではなく、年刊誌『青騎士』編集部による一種の企画展であった。これを主催したカンディンスキーとマルクの二人はまったく異なった諸国の芸術家の作品を選定した。その後展覧会はケルンとベルリンを中心に各地を巡業した。

#### 第二回展
第二回展は1912年の2月12日から3月18日まで、「黒と白」の表題のもとミュンヘンのハンス・ゴルツ本・美術商会で開催され、版画を中心に水彩画、スケッチが展示された。今回の作品出品者は、第一回展の中心メンバーのほか、ブリュッケのキルヒナーら、ベルリン新分離派のメンバーが少し、またロシア未来派のマレーヴィチほか、そしてクレー、アルプ、ピカソ、ブラック、ドローネー、ドランなど、第一回展に引き続きまた国際色に富んだメンバーであった。

### 年刊誌『青騎士』
1911年6月19日、カンディンスキーはマルクに、図版と論文を掲載した芸術年刊誌を刊行することを提案し、マルクが同意した。マルクの友人であったアウグスト・マッケも、早くからこの計画にかかわった。年刊誌の編集は、展覧会によって青騎士の知名度を高めるまで延期されたが、同年10月には準備が非常に活発になった。カンディンスキーは同時代ロシアの芸術家による論文を何点かドイツ語に訳して誌面のほぼ半分を書き、また自分の取り組んでいた芸術上の問題を『フォルムの問題について』と『舞台の構図について』の二つの論文で追究した。
マルクはとくに同時代の芸術運動との関係について言及した。またシェーンベルクは音楽と歌詞との関係について書き、シューベルトが彼の『歌曲集』の詩に関心を持たなかった点を引用し、音楽における文学的内容の有用性を否定した。
年刊誌の表紙には、馬にまたがる騎士が青を基調に描かれている。これはカンディンスキーによるものであった。

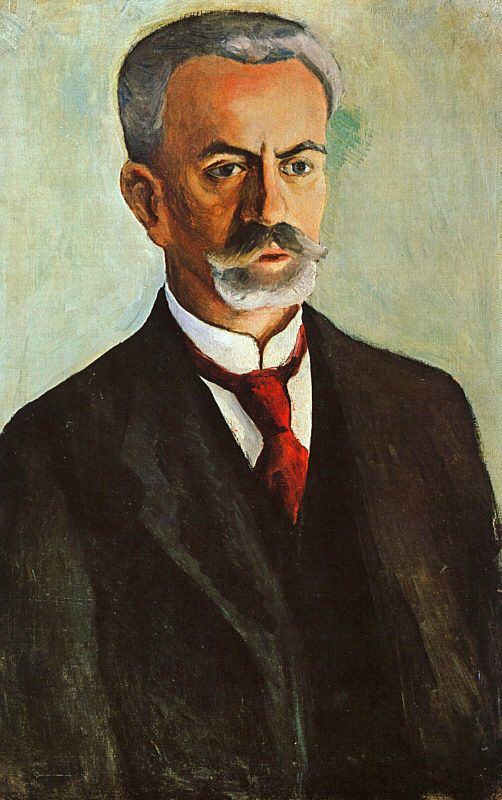
アウグスト・マッケ「ベルンハルト・ケーラーの肖像」1910年

この「青騎士」計画の庇護者は美術蒐集家のベルンハルト・ケーラーと、資金面での援助を約束した発行者のラインハルト・ピーパーであった。そしてこの計画のもう一人のパトロンは、美術史家で美術館の専門家フーゴ・フォン・チューディであった。彼は年刊誌のために141の図版を提供したが、刊行前に亡くなった。年刊誌『青騎士』は19の記事と3つの楽譜の付録とともに第一回「青騎士」展のすぐ後、1912年5月半ばにミュンヘンでピーパー書店から刊行された。第一版は1200部印刷されたがこれは順調に売れ、1914年の夏には再版され、数カ国語に翻訳された。
「フランス、ドイツ、ロシアでの最新の絵画運動、そしてそれらが見せる、ゴシックやプリミティフ、またアフリカや偉大なる東洋とともにある、自然で力強く表現的な民族芸術、子どもの芸術の主題へのかすかな関連、特にヨーロッパにおける最も新しい音楽運動、そして我々の時代における新しい舞台理念」――年刊誌『青騎士』のコンセプトはこのマルクの言葉に明確に表れている。
挿入された数多くの図版は非常に多様でユニークなものだった。青騎士に携わった芸術家の作品はもとより、ピカソ、セザンヌ、同時代の様々な国の画家の作品、またアジアやアフリカの民族工芸品の写真や、日本や中国の絵画、中世ドイツの木版画、子供の描いた絵、さらにシェーンベルクやヴェーベルンの楽譜の付録であった。シェーンベルクは論文と絵に加えて「心のしげみ」（独:Herzgewächse）の楽曲をこの『青騎士』誌に寄稿している。
しかし、「年刊誌」として計画されたこのプロジェクトは、創刊号を刊行したのみで、第2巻の企画途上で放棄されてしまった。（#青騎士の終焉を参照）

## 青騎士と周辺の芸術家たち

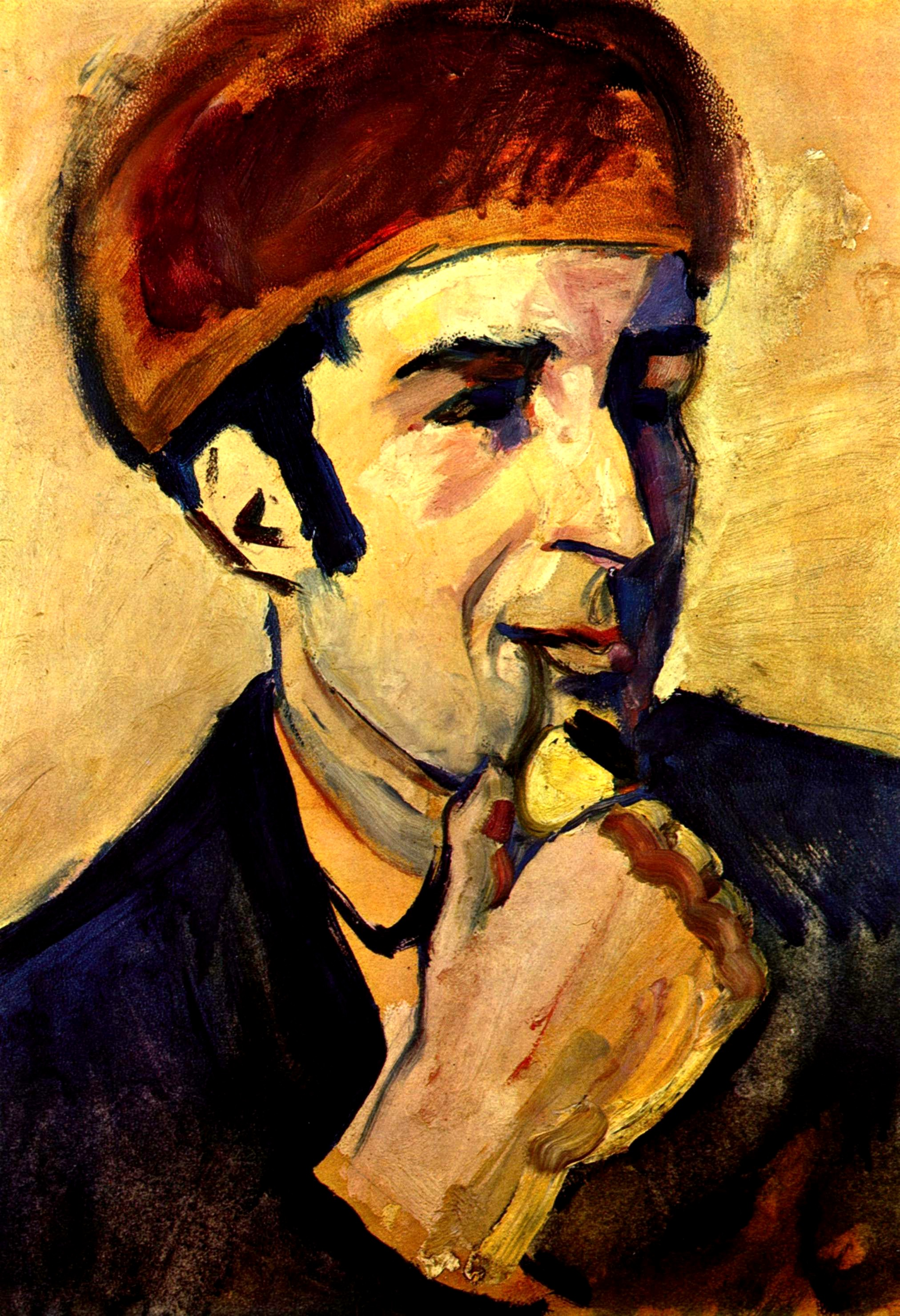
アウグスト・マッケ「フランツ・マルクの肖像」1910年

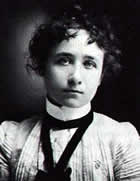
ガブリエレ・ミュンター

- ヴァシリー・カンディンスキー（1866-1944）
- フランツ・マルク（1880-1916）
- マリアンネ・フォン・ヴェレフキン（de:Marianne von Werefkin; 1860-1938）
- ガブリエレ・ミュンター（1877-1962）
- リオネル・ファイニンガー（1871-1956）
- ハインリヒ・カンペンドンク（de:Heinrich Campendonk; 1889-1957）
- アレクセイ・フォン・ヤウレンスキー（1864-1941）
- アウグスト・マッケ（1887-1914）
- アルフレート・クービン（de:Alfred Kubin; 1877-1959）
- アルノルト・シェーンベルク（1874-1951）
- パウル・クレー（1879-1940） - 自ら青騎士との間に深いつながりを感じていたが、青騎士のなかで指導的立場となることはなかった。
- ロベール・ドローネー（1885-1941） - 第一回の青騎士展で成功した芸術家であった。

## 作品抄録

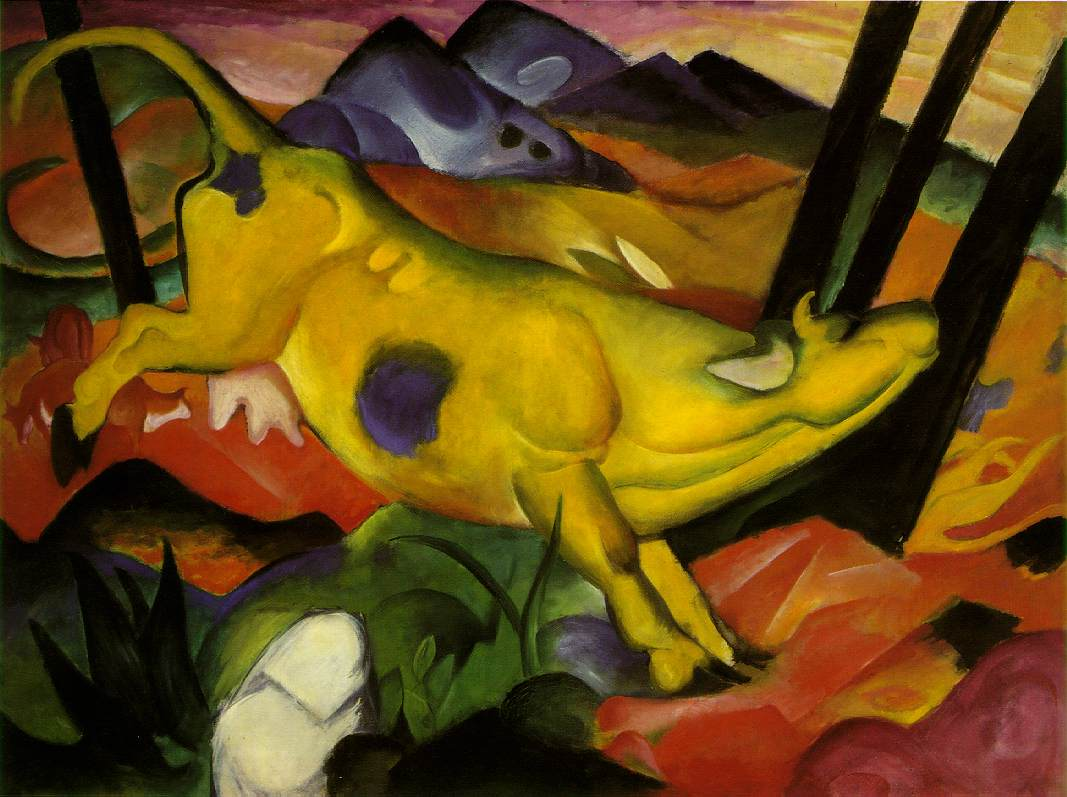
フランツ・マルク「黄色い牝牛」1911年

- フランツ・マルク：(森のノロジカ I, 1911)、(黄色い牝牛, 1911)
- ヴァシリー・カンディンスキー：(印象IV(地方警官), 1911), (コンポジションVのための習作, 1911)  (陽光とともに, 1911)
- ガブリエレ・ミュンター：テーブルに向かうカンディンスキーとエルナ・ボッシ, 1912
- アルノルト・シェーンベルク：自画像（背後から）, 1911
- アウグスト・マッケ：動物園I, 1912
- アレクセイ・フォン・ヤウレンスキー：スペイン女, 1913
- ロベール・ドローネー：町の上の窓, 1914

## 青騎士の終焉

### 青騎士内部のテーマの多様性
青騎士の芸術家たちに見られた反具象的傾向も、各人によって異なった形態をとった。たとえばヤウレンスキーは、1912年の第二回展にのみ出品したが、最後まで抽象画に到達することはなかった。一方クレーは後に記号のような抽象表現に至った。
青騎士内部の可変な現実性の止揚は大きな幅を持っている。だから青騎士は、マルクの形而上的な動物の象徴、マッケの色彩の幻想、クレーの童話のような魔法世界、そしてまたカンディンスキーの数理-音楽的抽象をひとつの場と空間に同時に内包していたのである。

### 青騎士の終焉
グループのメンバーどうしの関係は、カンディンスキーの占めていた支配的な位置によって次第に冷めていった。しかし年刊誌プロジェクトの頓挫の原因は、決して青騎士内部における不一致の拡大だけではなく、周囲の政治的状況にもあった。1914年、第一次世界大戦が勃発するとカンディンスキーはロシアへ戻らざるを得なくなり、1916年にはミュンターと別れた。ミュンターはこれを境にあまり絵筆をとらなくなった。カンディンスキーとおなじくロシア人であったヤウレンスキーとヴェレフキンもまた同様にドイツを去った。大戦に従軍したマルクとマッケはフランスで戦死した。ミュンヘンにおける、現代芸術の前衛の地としての役割は青騎士の離散とともに終わりを迎えた。

## 後世の芸術に与えた影響
青騎士の芸術家たちは、今まさに世界は大きな転換期を迎えていると感じていた。旧きに代わって新しい時代を創造的に切り開いていくためには、芸術の通奏低音に耳を傾け、「内的必然性」に基づいた精神を求めなければならない。このような理想主義的な志向、言い換えれば物質主義が蔓延し頽廃した文明世界に対して、ユートピアの建設を目指そうとする発想は、青騎士にとどまらず、世界大戦へと漸進する暗雲の立ち込めつつあったヨーロッパの不安と無関係ではなかった。こうして青騎士ではいわば、芸術における革命が標榜され、また実際に革命的影響を与えていった。

### 芸術の抽象化

#### 絵画
印象派に端を発し、モネ、ゴーギャン、スーラ、ドローネーなどによって達成されたフォルムの解放という革新は、青騎士のもとで更なる発展を遂げた。カンディンスキーは、音楽という芸術表現の持つ究極的抽象性を強く意識し、その構成的要素を絵画に適用しようとした。明確な輪郭を具えた描写対象は融解し、色彩とフォルムによる純粋で構成的絵画が求められた。芸術における構成的要素にはマルクやマッケも関心を寄せている。カンディンスキーを含め、セザンヌを崇拝した彼らは描写的絵画を支配しているアカデミックな旧い法則に取って代わる、新しい表現の規範となる法則を見出す必要に気付いていたのである。こうして青騎士は、描写から解放された抽象絵画を生む母体となった。
殊に、青騎士時代のカンディンスキーの作品は、いっそう構図の追求に向かっている。彼の油彩作品のほとんどは、その準備段階のスケッチやデッサン、水彩といったものが残されているが、そこに含まれるモティーフは以前とあまり変わらないものの、その何度も現れるイメージは抽象的形態へと変えられている。1913年にはほぼ、彼は非形象絵画への移行を終わらせたが、それはしかしカンディンスキーについてのみ言えることであった。青騎士は確かに抽象絵画の素地となったが、この時点で抽象主義へ到達したのはメンバーのうちでもカンディンスキーだけであったのである。

#### 音楽
シェーンベルクによって、それまで根本的原理であった調性からの脱却が試みられた。それだけにとまらず、次節で述べる総合芸術的運動にも音楽は組み込まれていく。
おもにカンディンスキーによって進められた精密な理論的技術的探究に基づく芸術の構造的分析は青騎士の共通意識となり、諸芸術の伝統的意義を覆すものとなった。青騎士におけるこのような方向性は、バウハウスにおけるクレーとカンディンスキー、そしてシェーンベルクとその弟子ヴェーベルンによって受け継がれた。

### 総合芸術と青騎士

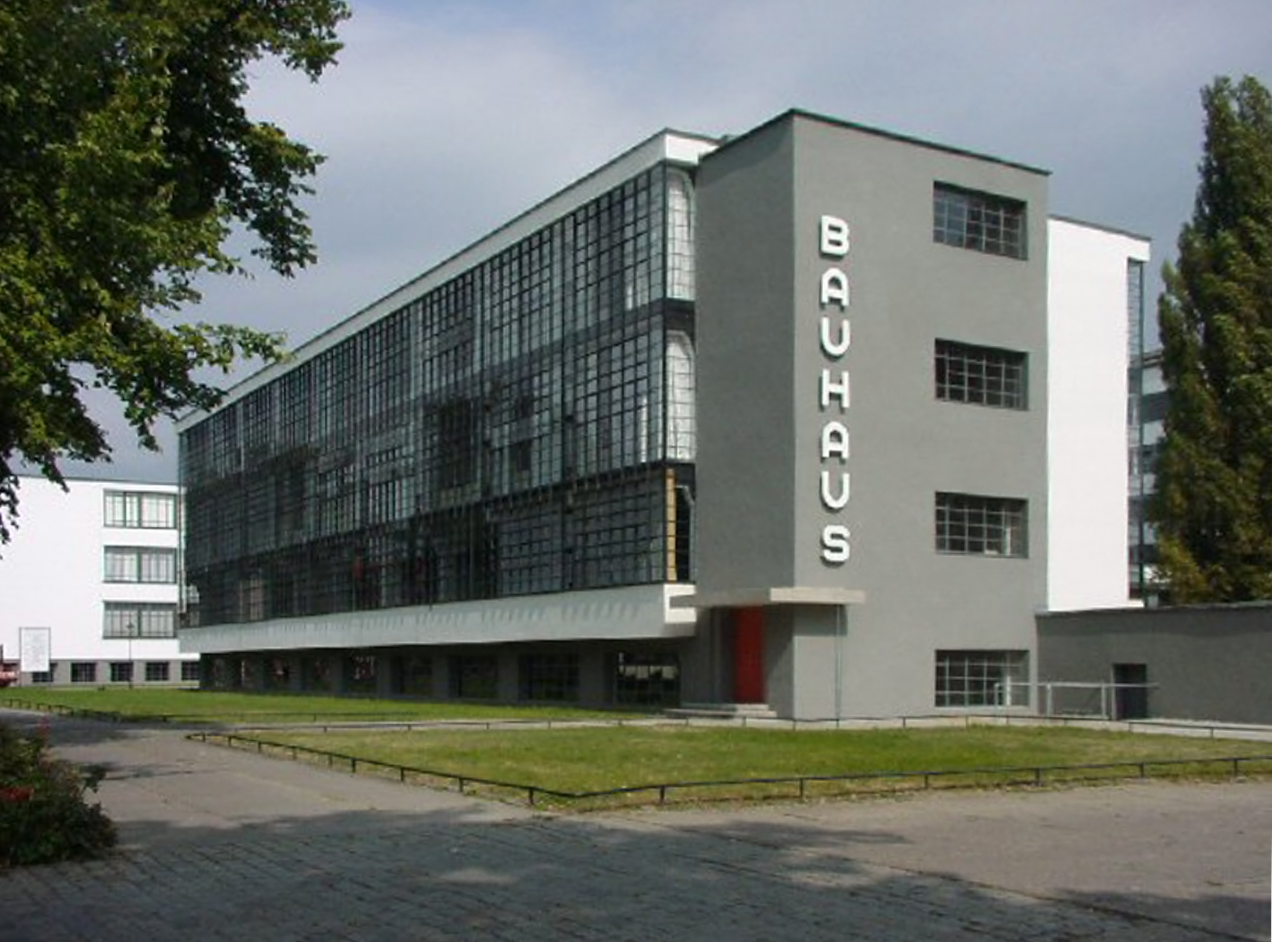
現在のバウハウス・デッサウ校

芸術における通奏低音の探究を目指した青騎士においては、絵画や音楽といった個別的表現を超えた総合、統合が希求された。その意味で、ワーグナーの総合芸術観は、青騎士に多大な影響を及ぼしている。しかしワーグナーによる総合の原理は、個別の表現要素を外面的に結びつけて荘重な効果を狙うだけのものであった点に、諸芸術の枠を超えて魂の振動が共鳴しあうことを目指す青騎士の理念とは差異があった。カンディンスキーは『青騎士』を、音楽と色彩と舞踏とが共鳴しあう独自の舞台構想である『黄色い響き』で締めた。こうしてカンディンスキーは青騎士において、ワーグナーの外面的必然性に依拠する総合理念を乗り越えたのである。しかし舞台化の予定はあったものの、結局この作品はカンディンスキーの生前には上演されなかった。
芸術における諸分野の総合、という理念はその後のヨーロッパにおいて幾度も現れる。青騎士と同時代19世紀末のアール・ヌーヴォーやユーゲント・シュティルは美術と工芸、芸術家と職人のヒエラルヒーをなくそうとするものであり、またバウハウスの創立理念や、構成主義が提唱したデザインによる芸術と生活の融合もまた総合的である。その後もメゾン・キュビストたちや未来派、チューリヒおよびベルリン・ダダ、メルツバウといった諸運動にも総合的性格があるといえる。

### ナチスによる弾圧

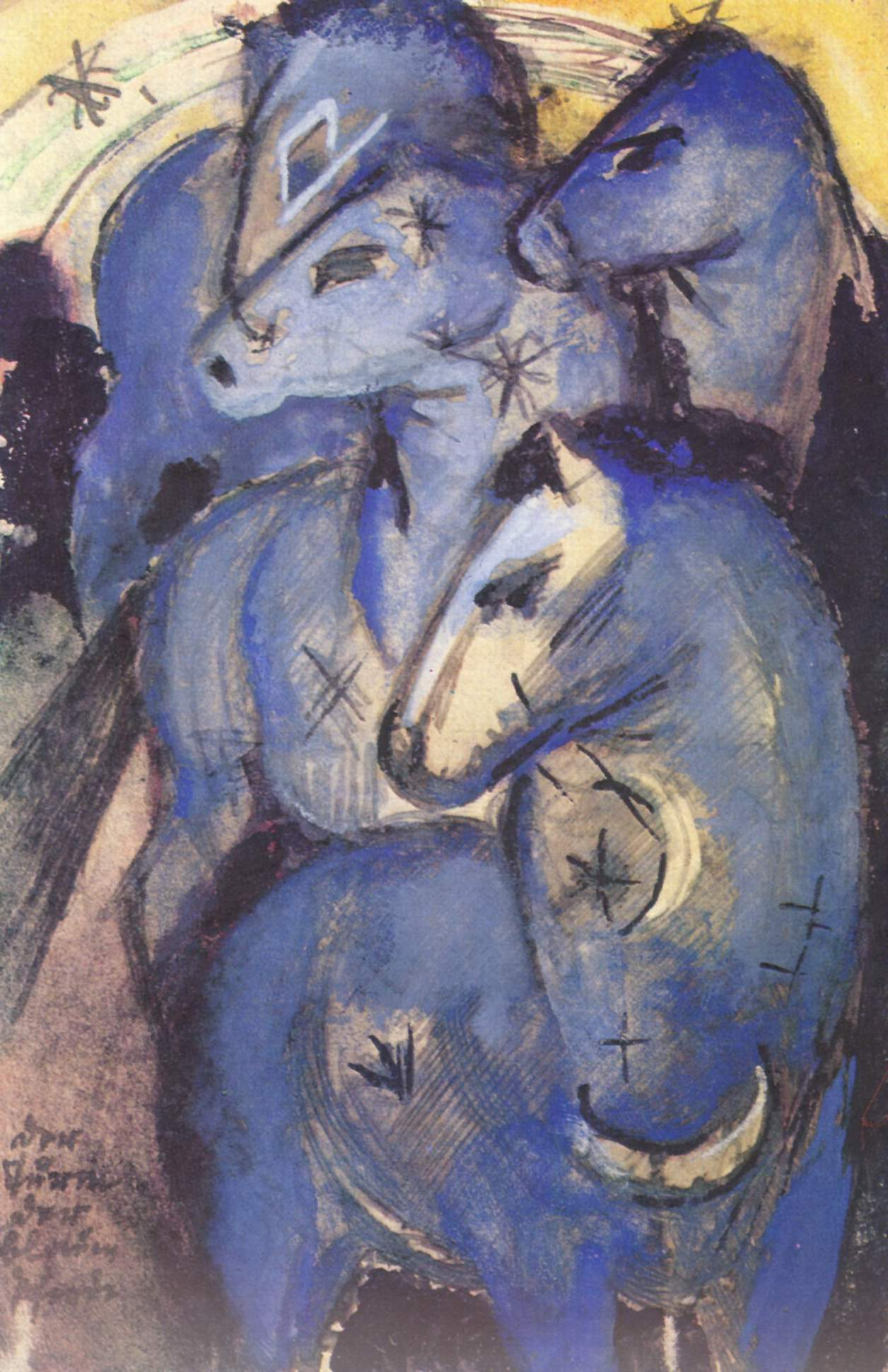
フランツ・マルク「青い馬の塔」の現存する下絵

現代美術、特に19世紀半ば以降の芸術を理解せず毛嫌いしたナチスは、それらを「頽廃芸術」であると一方的にみなし、美術館などから作品を没収し芸術家に制作を禁じるなどして強力に弾圧した。ドイツ表現主義の作品もそのやり玉にあげられ、青騎士に属していた芸術家たちも例外ではなかった。
クレーは1931年、デュッセルドルフのプロイセン美術アカデミー絵画教室主任に招聘され、バウハウス教授を辞して赴任したが、33年にナチスが政権を取ると職を追われスイスのベルンにもどった。クレーはそこで市民権を申請するも、ナチスによって頽廃芸術家の烙印を押されていたがためにかなわなかった。33年3月にはナチスによってバウハウスが閉鎖され、当時そこで教授を務めていたカンディンスキーは職を失いパリに逃れた。頽廃芸術の糾弾は音楽にも波及し、頽廃音楽家とみなされたシェーンベルクは1933年には亡命を余儀なくされアメリカに移住し、かの地に帰化して自身の名前からウムラウトを消した。
1937年には、カンディンスキーの作品57点が没収された。フランツ・マルクも、本人は一次大戦中に亡くなっていたが作品は美術館から押収された。
没収された作品は隠匿され、国外に売却されたりナチス高官の手に収まったり、また一部は焼却処分されたりした。こうして四散した作品には現在も所在の分からないものもある。たとえば、マルクによる1913年制作の「青い馬の塔」（独:Turm der blauen Pferde）は、1937年にナチスによりベルリンのナショナルギャラリーから没収され、行方不明のままである。マルクの好んだ「青い馬」のモティーフに対してヒトラーは「青い馬などこの世にいるわけがない」という旨の言葉を残している。

### レンバッハハウスにおける青騎士

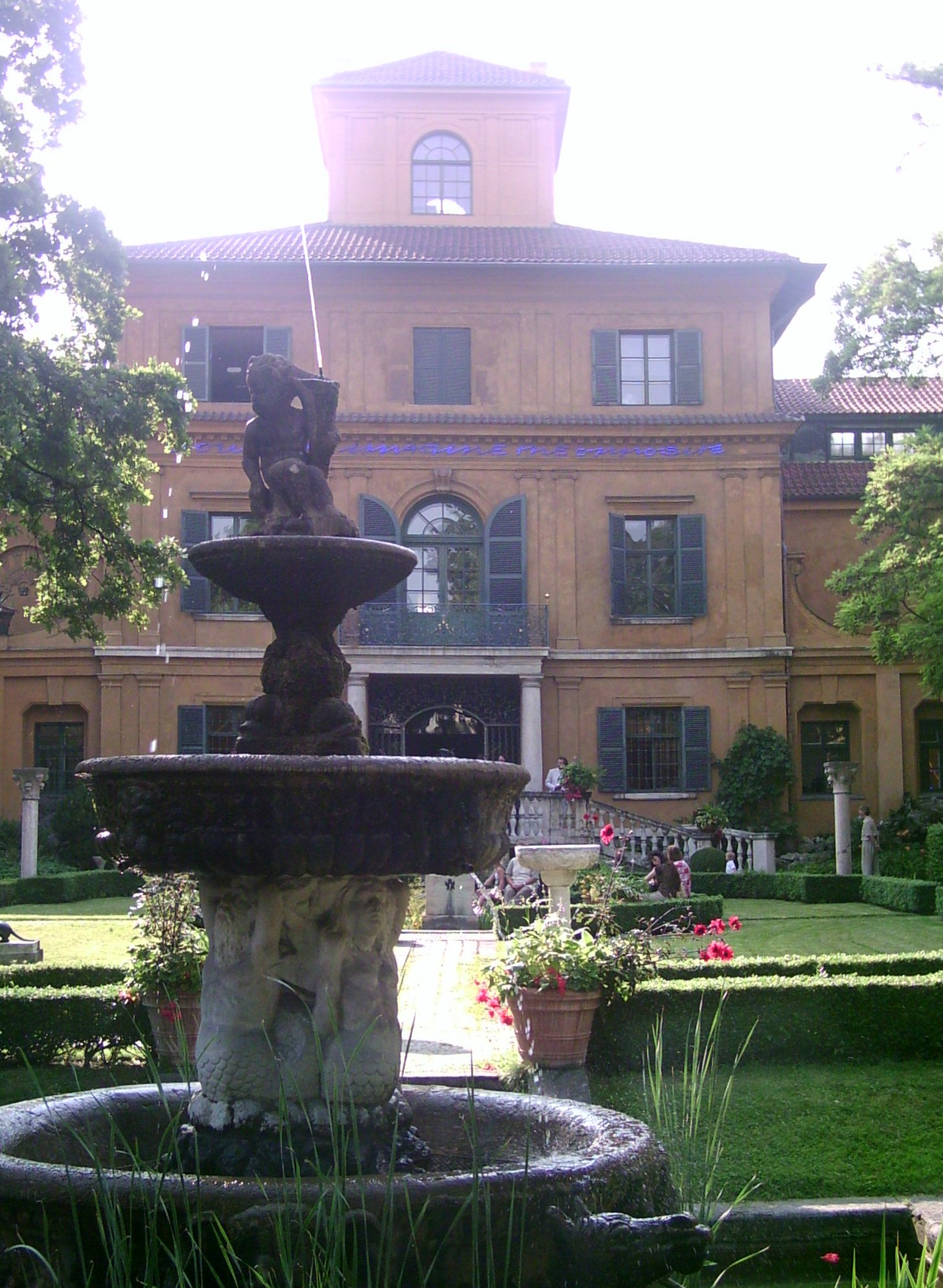
レンバッハハウス美術館

カンディンスキーがミュンヘンを離れたあとの1920年代に、ムルナウの画家たちの間に作品の所有権についての法律上のいさかいが起こった。これは、ガブリエレ・ミュンターがカンディンスキーの作品を大量に保有するという益を受けていたことが一因であった。しかし、カンディンスキー本人に絵を贈られていたミュンターは、ナチ時代には膨大な量のカンディンスキーや青騎士の芸術家たちの絵画を家の地下室に隠した。1957年、自身の80歳の誕生日に際、遺産の大部分をミュンヘン市に寄贈した。内訳は、25の自筆の絵と90のカンディンスキーの油彩および300の水彩画であった。こうして青騎士の作品は、ミュンヘン市レンバッハハウス美術館を代表する重要なコレクションにしたのである。

## 日本における展示

### 企画展
- 「レンバッハハウス美術館所蔵　カンディンスキーと青騎士展」、2011年2月15日〜4月17日、愛知県美術館[10]。